# Eburostola amazonica
Eburostola amazonica é uma espécie de coleóptero da tribo Eburiini (Cerambycinae); com distribuição restrita aos estados do Amapá e Pará (Brasil).

## Sistemática
- Ordem Coleoptera
  - Subordem Polyphaga
    - Infraordem Cucujiformia
      - Superfamília Chrysomeloidea
        - Família Cerambycidae
          - Subfamília Cerambycinae
            - Tribo Eburiini
              - Gênero Eburostola
                - E. amazonica (Tippmann, 1960)